# NGC 5452
NGC 5452 este o intermediate spiral galaxy⁠(d) situată în constelația Ursa Mică. A fost descoperită în 20 decembrie 1797 de către William Herschel. Se află la o distanță de 33 de megaparseci de Pământ.